# Вільшаниця (зупинний пункт)
Вільшани́ця — пасажирський залізничний зупинний пункт Козятинської дирекції Південно-Західної залізниці розташований на одноколійній неелектрифікованій лінії Шепетівка — Юськівці.
Розташований у селі Вільшаниця Білогірського району Хмельницької області між станціями Суховоля (8 км) та Лепесівка (6 км).
На зупинному пункті зупиняються приміські поїзди.